# Солнечноселье
Солнечносе́лье  (до 1945 года Аиргу́ль; укр. Сонячносілля, крымскотат. Ayırgül, Айыргуль) — село в Голубинском сельском поселении Бахчисарайского района Республики Крым (согласно административно-территориальному делению Украины — в Голубинском сельском совете Бахчисарайского района Автономной Республики Крым).

## Население
| 2001 | 2014 |
| ---- | ---- |
| 174  | ↘139 |

Всеукраинская перепись 2001 года показала следующее распределение по носителям языка
| Язык             | Процент |
| ---------------- | ------- |
| русский          | 47.7    |
| крымскотатарский | 33.33   |
| украинский       | 16.09   |

### Динамика численности
| - 1805 год — 175 чел. - 1864 год — 455 чел. - 1886 год — 206 чел. - 1889 год — 583 чел. - 1892 год — 598 чел. - 1897 год — 559 чел. - 1902 год — 869 чел. | - 1915 год — 945/6 чел. - 1926 год — 261 чел. - 1944 год — 344 чел. - 2001 год — 174 чел. - 2009 год — 161 чел. - 2014 год — 139 чел. |

## Современное состояние
В Солнечноселье 5 улиц и 1 переулок, площадь села — 38 гектаров, на которых в 81 дворе, по данным сельсовета на 2009 год, проживал 161 человек, ранее входило в совхоз, ныне ООО Ароматный, сейчас активно развивается как горный курорт. В селе действует фельдшерско-акушерский пункт, здание старинной мечети в нижнем селе (в советское время — клуб) вновь используется в религиозных целях, но на 2015 год позиционируется, как культовое здание «Аиргуль».

## География
Солнечноселье расположено практически в центре района, на водоразделе рек Бельбек, и Кача в середине Второй Гряде Крымских гор, высота центра села над уровнем моря 346 м. Село состоит из двух частей, лежащих одна выше другой по склону горы Коль-Баир на расстоянии полукилометра, бывших ранее отдельными сёлами — Верхним и Нижним Аиргулями. Расстояние до райцентра около 32 км, ближайшая железнодорожная станция — Сирень в 24 километрах. Соседние сёла: Аромат (4 км) и Высокое — 3 километра просёлка через перевал Керменчик высотой 540 м. Транспортное сообщение осуществляется по региональной автодороге 35Н-059 от шоссе 35К-020 Бахчисарай — Ялта (3,4 км) (по украинской классификации — С-0-10221).

## Название
Старое название Солнечноселья — Аиргуль. Происхождение названия до сих пор вызывает споры: в названии видят и розу — гуль (гюль), и сад — аир (чаир), а выдающийся исследователь Крыма А. Л. Бертье-Делагард считал название производным от Ай-Йори (Св. Георгий), к тому же ещё в конце XIX века в селе сохранялись развалины церкви св. Георгия. Селение Аиргуль, как и многие другие, исторически состояло из двух частей — маале (кварталов-приходов), каждый квартал всегда имел собственное название, в Аиргуле это Ашага — нижний, нижняя часть села и Юхары — верхний, каждый, соответственно, со своей приходской мечетью. Исторически Солнечноселье — это Нижний, или Ашага-Аиргуль. В исторических документах встречается варианты Айо-Йорги и Ай-Йури.

## История

### Феодоро иОсманская империя
Село, как и все другие в округе, дре́внее, но детальных археологических исследований не проводилось и историки осторожно считают, что сёла существовали ещё в период княжества Феодоро и входили в личные владения князей Мангупа. Населяли их христиане, потомки аланов и готов, заселивших Крым во II—III веках (в позднем средневековье называвшиеся таты, а окрестные земли соответственно татским илем — то есть татским краем).
После падения Мангупского княжества в 1475 году сёла присоединили к Османской империи в составе Мангупского кадылыка Кефинского эялета. Впервые в исторических документах Айо-Йорги встречается в «джизйе дефтера Лива-и Кефе» (Османских налоговых ведомостях) 1634 года, согласно которому в 1634 году в селении числилось 10 дворов немусульман, в том числе и двор переселившихся из селения Бахадыр. Жители 15 дворов выселились: в Агутку — 2 двора, в Истилю — 1, в Керменчик — 3, в Сартану — 7 и в Улу-Салу — 2 двора. Документальное упоминание селения встречается в «Османском реестре земельных владений Южного Крыма 1680-х годов», где указано, что в 1686 году (1097 год хиджры) Ай-Йорги входил в Мангупский кадылык эялета Кефе. Всего упомянуто 67 землевладельцев, из которых 8 иноверцев, владевших 1610-ю дёнюмами земли. В 1705—1706 году зафиксировано 3 двора, платящих налог авариз (чрезвычайный военный налог). После обретением ханством независимости по Кючук-Кайнарджийскому мирному договору 1774 года «повелительным актом» Шагин-Гирея 1775 года селение было включено в Крымское ханство в состав Бакчи-сарайского каймаканства Мангупскаго кадылыка. К тому времени христиан в Аиргуле, видимо, не осталось, так как ни в «Ведомости о выведенных из Крыма в Приазовье христианах» А. В. Суворова от 18 сентября 1778 года, ни в ведомости митрополита Игнатия деревня не упоминается (хотя, часты были случаи, когда не желавшие покидать родину греки срочно принимали ислам).
Тогда же название деревни встречается в документах — в фирмане Шахина Герая и в Камеральном описании Крыма 1784 года как две деревни (на самом деле — маале — приходы) бакчи-сарайскаго каймаканства Мангупскаго кадылыка Аируги и Другой Аируги.

### В составе России и новое время
После присоединения Крыма к России (8) 19 апреля 1783 года, (8) 19 февраля 1784 года, именным указом Екатерины II сенату, на территории бывшего Крымского Ханства была образована Таврическая область и Аиргуль (как одна деревня) был приписан к Симферопольскому уезду. После Павловских реформ, с 1796 по 1802 год, входила в Акмечетский уезд Новороссийской губернии. В эти годы Аиргуль упоминается в губернаторских документах от 3 октября 1796 года, по случаю выделения земли надворному советнику Оспурину. По новому административному делению, после создания 8 (20) октября 1802 года Таврической губернии Аиргуль был включён в состав Махульдурской волости Симферопольского уезда.
По Ведомости о всех селениях в Симферопольском уезде состоящих с показанием в которой волости сколько числом дворов и душ… от 9 октября 1805 года, в Аиргуле в 29 дворах проживало 175 человек исключительно крымских татар (на военно-топографической карте генерал-майора Мухина 1817 года обозначено 2 Аиргуля, с общим числом дворов — 27). В результате реформы административного деления 1829 года Аиргуль, согласно «Ведомости о казённых волостях Таврической губернии 1829 года», отнесли к Узенбашской волости (переименованной из Махульдурской).
Именным указом Николая I от 23 марта(по старому стилю) 1838 года, 15 апреля был образован новый Ялтинский уезд и деревню передали в состав Богатырскую волость нового уезда. На карте 1836 года деревни впервые обозначаются отдельно и в Ашага-Аиргуле записано 25 дворов, как и на карте 1842 года.
В 1860-х годах, после земской реформы Александра II, деревня осталась в составе преобразованной Богатырской волости. После проведённой в 1864 году VIII ревизии был составлен «Список населённых мест Таврической губернии по сведениям 1864 года», согласно которому в «казённой» татарской деревне Аиргуль, у подошвы горы Киль-Бурун записано 70 дворов, 455 жителей, 2 мечети и стоит сноска, что По военно-топографической карте состоит из 2 участков: Ашага и Юхары Аиргуль. На трёхверстовой карте Шуберта 1865—1876 года в Ашага-Аиргуле — 23 двора. На 1886 год в деревне Ашача-Аирчуль, согласно справочнику «Волости и важнѣйшія селенія Европейской Россіи», проживало 206 человека в 35 домохозяйствах, действовала мечеть. В «Памятной книге Таврической губернии 1889 года», составленной по результатам Х ревизии 1887 года, Аиргуль записан опять один со 115 дворами и 583 жителями, а на военно-топографической карте 1890 года 2 Аиргуля: в Нижнем 53 двора, все жители — крымские татары.
После земской реформы 1890-х годов деревня осталась в составе Богатырской волости. Согласно «…Памятной книжке Таврической губернии на 1892 год», в деревне Аиргуль, входившей в Стильское сельское общество, было 598 жителей в 70 домохозяйствах, владевших 228 десятинами и 1801 кв. саженью собственной земли. Также, совместно с другими 13 деревнями Коккозского округа, жители имели в общем владении ещё 13 000 десятин.
По переписи 1897 года в Аиргуле числилось 559 жителей, исключительно мусульман. По «…Памятной книжке Таврической губернии на 1902 год» в деревне, входившей уже в Гавринское сельское общество, числилось 869 жителей в 97 дворах и записано, что земля находилась в личной собственности жителей под фруктовыми садами и пашнями. В 1907 году в деревне было начато строительство нового мектеба. На 1914 год в селении действовала земская школа. По Статистическому справочнику Таврической губернии. Ч.II-я. Статистический очерк, выпуск восьмой Ялтинский уезд, 1915 год, в селе Аиргуль (без разделения на участки) Богатырской волости Ялтинского уезда, числилось 116 дворов с татарским населением в количестве 945 человек приписных жителей и 6 — «посторонних». Во владении было 694 десятины удобной земли и 43 десятины неудобий, с землёй были 110 дворов и 6 безземельных. В хозяйствах имелось 128 лошадей, 60 волов, 100 коров, 130 телят и жеребят и 85 голов мелкого скота.
После установления в Крыму Советской власти, по постановлению Крымревкома от 8 января 1921 года была упразднена волостная система и село вошло в состав Коккозского района Ялтинского уезда (округа). Постановлением Крымского ЦИК и Совнаркома от 4 апреля 1922 года Коккозский район был выделен из Ялтинского округа и сёла переданы в состав Бахчисарайского района Симферопольского округа. 11 октября 1923 года, согласно постановлению ВЦИК, в административное деление Крымской АССР были внесены изменения, в результате которых округа (уезды) были ликвидированы, Бахчисарайский район стал самостоятельной единицей и село включили в его состав. Согласно Списку населённых пунктов Крымской АССР по Всесоюзной переписи 17 декабря 1926 года, в селе Аиргуль Нижний, центре Аиргульского сельсовета Бахчисарайского района имелось 65 дворов, из них 63 крестьянских, население составляло 261 человек (129 мужчин и 132 женщины). В национальном отношении учтено: 254 татарина, 3 русских, 2 украинцев, 2 записаны в графе «прочие»; действовала татарская школа. В 1935 году был создан новый Фотисальский район, в том же году (по просьбе жителей), переименованный Куйбышевский, которому переподчинили село.
После освобождения Крыма во время Великой Отечественной войны состоялась депортация населения — согласно Постановлению ГКО № 5859 от 11 мая 1944 года, 18 мая крымские татары Нижнего Аиргуля были депортированы в Среднюю Азию. На май того года в обеих сёлах учтено 344 жителя (95 семей), из них 341 человек крымских татар, 1 русский и 2 украинца; было принято на учёт 75 домов спецпереселенцев. 12 августа 1944 года было принято постановление № ГОКО-6372с «О переселении колхозников в районы Крыма», по которому в район из сёл УССР планировалось переселить 9000 колхозников и в сентябре 1944 года в район приехали первые новоселы (2349 семей) из различных областей Украины, а в начале 1950-х годов, также с Украины, последовала вторая волна переселенцев.. Указом Президиума Верховного Совета РСФСР 21 августа 1945 года село Нижний Аиргуль было переименовано в Солнечноселье, а Верхне-Айригульский сельсовет — в Солнечносельский. С 25 июня 1946 года в составе Крымской области РСФСР. С 25 июня 1946 года Солнечноселье в составе Крымской области РСФСР, а 26 апреля 1954 года Крымская область была передана из состава РСФСР в состав УССР. Время упразднения сельсовета пока не установлено: на 15 июня 1960 года село числилось в составе Голубинского.
Указом Президиума Верховного Совета УССР «Об укрупнении сельских районов Крымской области», от 30 декабря 1962 года Куйбышевский район был упразднён и село вновь присоединили к Бахчисарайскому. До 1968 года к Солнечноселью присоединили село Горное (согласно справочнику «Крымская область. Административно-территориальное деление на 1 января 1968 года» — в период с 1954 по 1968 годы). С 12 февраля 1991 года село в восстановленной Крымской АССР, 26 февраля 1992 года переименованной в Автономную Республику Крым. С 21 марта 2014 года село в составе Республики Крым России.